# Alfbachtal mit Tunenbach und Hollbach zwischen Großlangenfeld und Pronsfeld
Das Naturschutzgebiet Alfbachtal mit Tunenbach und Hollbach zwischen Großlangenfeld und Pronsfeld liegt im Eifelkreis Bitburg-Prüm in Rheinland-Pfalz.
Das etwa 164 ha große Gebiet, das im Jahr 1997 unter Naturschutz gestellt wurde, erstreckt sich entlang des Alfbaches zwischen der nordwestlich gelegenen Ortsgemeinde Großlangenfeld und der südöstlich gelegenen Ortsgemeinde Pronsfeld. Im nördlichen Bereich kreuzt die A 60 das Gebiet, westlich verläuft die Landesstraße L 16.
Schutzzweck ist die Erhaltung, Wiederherstellung und Entwicklung der für das Schneifelvorland typischen, weitgehend unberührten Talauenlandschaft des Alfbachtales mit dem angrenzenden Tunenbach und Hollbach.